# Johan Copp
Johannes Copp von Raumenthal, även kallad Johan Copp, född omkring 1490 i Landsberg am Lech i Oberbayern, död före 1559 i Åbo,
var kunglig livläkare i Tyskland och Sverige. 

## Biografi

### Tiden i Tyskland
Johann Copp föddes som son till en bayersk militär. Han torde ha studerat till präst i en andlig orden innan han år 1514 skrevs in i Freiburgs universitet. Från Freiburg flyttade han till Wiens universitet där han läste både medicin och astrologi. I Wien tjänstgjorde han som en av flera livläkare vid kejsar Maximilian I:s hov. Han torde ha avlagt medicine doktorsexamen i Wien. Han övergick till lutherdomen före år 1520 och publicerade 1521 en astrologisk profetia, Juditia astronomicum, som var tillägnad hans tidigare prästkollega Martin Luther. Företalet var daterat 1520 i Altenburg i Thüringen där han en kort tid var stadsläkare. I slutet av år 1520 inledde Copp studier i Erfurt i Thüringen som pågick till år 1523. År 1522 publicerade han sin första medicinska skrift, pestboken Ein nutzlich Regiment wie man sich halten sol das man gesunden Leyb behalt, und sunderlich vor die Pestilenz. Samma år gav han ut en pamflett Czwen neuw nutzliche vnd lustige Dialogi ... som i dialogform försvarade Luthers lära. År 1524 publicerade han i Joachimsthal i Böhmen en handbok i astrolabiets användning  Wie man diis hochberumpt astronomischer vn[d] geometrischer Kunst Instrument Astrolabium brauchen soll.... Han var då stadsläkare där men inte långt därefter benämns han fattigläkare efter en skandal av något slag. Nästa hemort blev 1526 staden Brüx i västra Böhmen några mil norr om Joachimstal. Också där råkade han in i en skandal av sexuellt slag och kastades i fängelse. Han räddades av Schlesiens ståthållare Karl von Münsterberg som tog honom till sin livläkare.
Inom kort behövde kung Ferdinand I av Böhmen en livläkare och 1528 övergick Copp till att bli hans livläkare i Prag. Han hade också privat mottagning och då syfilis spreds i staden vid den här tiden fick han goda inkomster. Han köpte ett stort hus där han liksom tidigare i Brüx inrättade ett apotek och i trädgården odlade han medicinalväxter. Kejsaren var nöjd med hans insatser och adlade honom Copp von Raumenthal år 1532. År 1536 gav Copp ut en hälsolära på tyska på över 400 sidor. Den översattes till tjeckiska med namnet Gruntownij a dokonaly Regiment. Den omfattade hela hälsoläran och var avfattad som en dialog mellan en lärare och en elev. Copp gav själv ut boken men kom på ekonomiskt obestånd för den sakens skull. Verket kritiserades också för sin öppenhet kring syfilis och sexuella förhållanden. Han svor på att inte mera publicera medicinska verk men gav ändå 1542 ut en bok om pesten. År 1544 lät Copp döpa sin son av en luthersk präst och detta föranledde kejsaren att troligen år 1547 avskeda honom. En ny beskyddare fick han dock i konungens son ärkehertig Ferdinand som 1547-1566 var ståthållare i Böhmen och Mähren. Omkring 1550 fann Copp för gott att lämna Prag och Böhmen, troligen för att undgå angreppen på protestanterna. Copps äldste son hade dödats 1547 i sådana oroligheter. En lugnare plats hittade han i Mähren. En tid vistades han i Brünn. Han anställdes 1552 av Hendrych Bechynski z Lasan, som misshandlade sin hustru så våldsamt att Copp 1553 hjälpte henne att rymma hemifrån. Copp fängslades men friades genom ärkehertigens ingripande.

### Tiden i Sverige
Copp sökte sig nya anställningsmöjligheter och fick en den 22 januari 1555 daterad inbjudan från Stockholm att bli livläkare och apotekare hos kung Gustav Vasa. Han skulle erhålla en lön om 500 daler om året och en lång rad natura persedlar. Han fick bo i ett hus i Gamla stan i Stockholm söder om Tyska kyrkan och fick odla sina medicinalväxter i svartmunkarnas gamla trädgård. Ett av rummen i huset gjordes till ett bibliotek för de böcker han medfört från Tyskland. I huset inrymdes också ett apotek. Copp anlände själv i april 1555 med sin familj, sin sambo och fyra barn, till Kalmar. Under den första tiden i Sverige skrev han hälsoläran Empiricus suecus, som till den lilla del som är bevarad är ett lovtal över kung Gustav och hans son Erik och även över författarens egna förtjänster. Det stora ryska kriget hade brutit ut på allvar i början av år 1555 och Gustav Vasa tog sig över till Finland i augusti för att vara närmare krigsplatsen. På hösten bröt en tyfusepidemi ut bland knektarna i Viborg. Kungen som själv begav sig till Åbo i oktober gav anvisningar för farsotens skötsel men kallade livläkaren Copp till sig. Han kom till Åbo strax före jul 1555 och på basis av rapporterna från Viborg gav han anvisningar åt befälhavaren där hur sjukdomen skulle bemötas. Möjligen var hans råd goda eftersom epidemin ebbade ut under vintern. Själv återvände Copp i april 1556 till Stockholm för att skaffa sådant som behövdes för sjukdomens skötsel men som sedan blev onödigt.
Till kungens kännedom kom uppgifter om Copps inblandning i skandaler i Tyskland, vilket inte blev bättre av att han i Stockholm bodde med en kvinna som inte var hans hustru. Copp umgicks också med en tidigare patient, det ryska sändebudet i Stockholm Zacharias Zupanov, och misstänktes för skadligt samröre med fienden. Vidare hade Copp försökt med hertig Eriks hjälp få asyl för sina bekanta i Böhmen som förföljdes. Till Stockholm kom också en annan läkare, Philippus Wulf, som kungen uppskattade medan Copps rykte försämrades. Han anklagades för bristande medicinska färdigheter och miste en del av sin privata kundkrets. I oktober 1557 sade han därför upp sig och avsåg att lämna Sverige men kungen lyckades övertala honom att stanna. Hertig Johan i Åbo sökte 1558 Copps hjälp för den fluss eller katarr som länge hade besvärat honom. Då kung Gustav hörde detta sände han i april 1558 Copp till Åbo för att kurera hertigen. Johan skulle dessutom konsultera kungens nye livläkare Wulf. Copp flyttade till Åbo med familj, bohag och bibliotek och hade inte för avsikt att återkomma till Stockholm. Vid hertigens hov fanns samma år också apotekaren Mathias von Erbach. Då Copp kom till Åbo var han gammal och sjuklig och dog före maj 1559 då hans änka i Prag nämns. Copps bibliotek som blev kvar på Åbo slott övertogs av Eriks sekreterare Jöran Persson.
På 1520-talet ingick Copp äktenskap med Anna Streubel med vilken han 1526 fick en son, som avled 1546/47, och en dotter Annicka född ca 1533. Hans andra hustru från mitten av 1540-talet hette också Anna och med henne fick han tre söner, Theophilus (1544–1564) och sedan Polycarpus och Johan kort efter. Hans tredje hustru Ludmila von Velenitz överlevde honom i Prag. Med sig till Sverige hade han en hustru Bonika som också överlevde honom. Barnen och barnbarnen hade efter hans död fortsatt nära association med kungahuset. En brytning uppstod först då kung Sigismund tillträdde och sedan avsattes. Flera av Copps ättlingar följde med Sigismund i landsflykt till Polen.